# Per Bolund

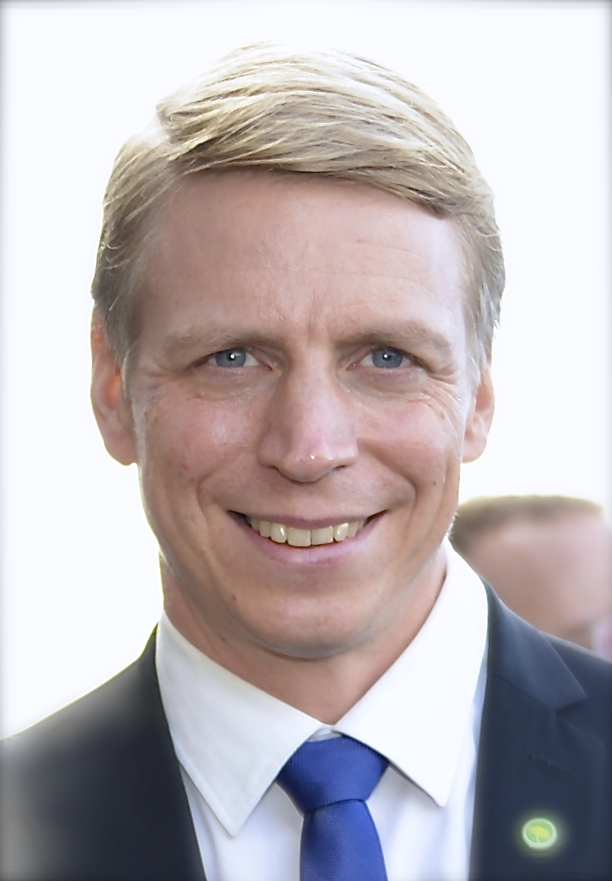
Per Bolund (2014)

Per Bolund (* 3. Juli 1971 in Stockholm) ist ein schwedischer Politiker (Miljöpartiet de Gröna). Von 2019 bis 2023 war er männlicher Parteisprecher der schwedischen Grünen.

## Leben
Bolund studierte von 1992 bis 1996 Biologie an der Universität Stockholm und der Universität Stirling. Anschließend arbeitete er an einem Forschungsprojekt zu nachhaltigem Transport und nachhaltiger Stadtentwicklung. Sein Promotionsstudium an der Universität Stockholm beendete er 2002 ohne Abschluss.
Ab 2002 arbeitete Bolund als Referent im schwedischen Wirtschaftsministerium. Bei der Reichstagswahl 2006 zog er in den Reichstag ein, wo er wirtschafts- und energiepolitischer Sprecher seiner Partei sowie Mitglied im Wirtschaftsausschuss wurde. Bei der Wahl 2010 verlor er sein Mandat wieder ging bis 2011 in die Kommunalpolitik in Stockholm. Nach dem Rücktritt von Maria Wetterstrand rückte er 2011 in den Reichstag nach und wurde wirtschaftspolitischer Sprecher der Grünen sowie Mitglied im Finanzausschuss.
Nach der Reichstagswahl 2014 wurde Bolund Finanzmarkt- und Verbraucherminister in der Regierung Löfven I. Damit war er zudem Stellvertreter der Finanzministerin Magdalena Andersson. Von Januar 2019 bis Februar 2021 war er Minister für Finanzmärkte und Wohnungswesen in der Regierung Löfven II. Nach einer Regierungsumbildung wechselte er ins Umweltministerium und übernahm das Amt des Umwelt- und Klimaministers. In dieser Position war er de facto stellvertretender Ministerpräsident. Sein Ministeramt behielt er auch in der Regierung Löfven III bei, die bis Ende November 2021 amtierte.
Im Mai 2019 wurde Bolund zum männlichen Parteisprecher der Miljöparti gewählt. Er folgte damit auf Gustav Fridolin, der nicht mehr zur Wiederwahl angetreten war. Im November 2023 übergab er das Amt des Parteisprechers an seinen Nachfolger Daniel Helldén.
Bolund lebt in einer eheähnlichen Gemeinschaft und hat drei Kinder.